# Barellan
 (juin 2021).

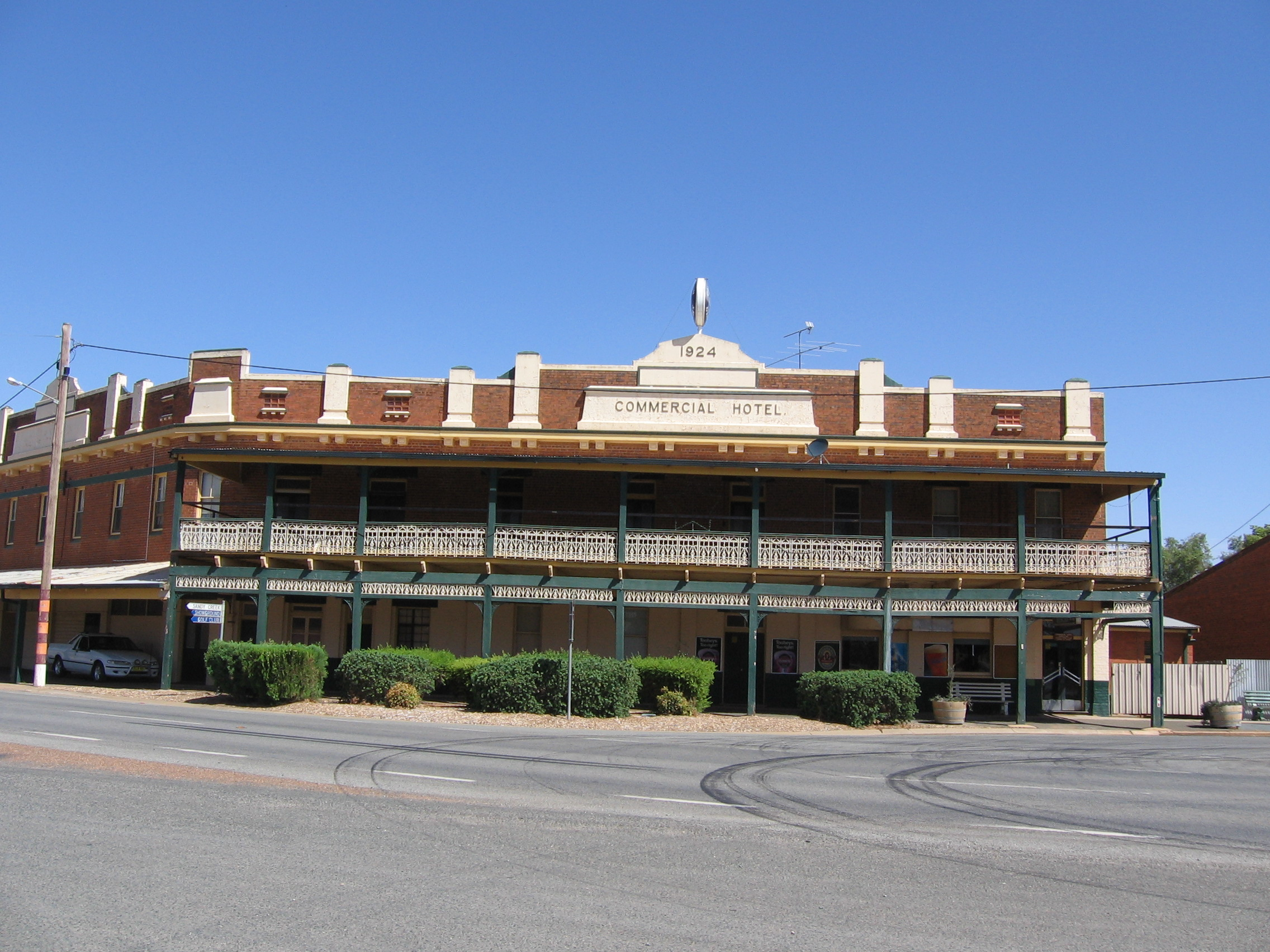
L'hôtel de Barellan

Barellan est un village australien situé dans la zone d'administration locale de Narrendera, en Nouvelle-Galles du Sud.

## Géographie
Le village est établi dans la Riverina, au sud de la Nouvelle-Galles du Sud, à 520 km au sud-ouest de Sydney et à 52 km de Griffith.

## Histoire
Le village est créé au début du XXe siècle. Son nom d'origine aborigène signifie : « lieu où se rencontrent les eaux ». Il est le village d'enfance d'Evonne Goolagong, née à Griffith, joueuse de tennis.

## Démographie
| Année | Population |
| ----- | ---------- |
| 2016  | 538        |
| 2021  | 459        |